# Andrzej Sobczak (konsul)
Andrzej Stanisław Sobczak (ur. 1950 w Warszawie) – polski urzędnik, Konsul Generalny we Odessie (2003–2006).

## Życiorys
Andrzej Sobczak ukończył Szkołę Podstawową nr 171 im. Wojska Polskiego w Warszawie (1964) oraz IX Liceum Ogólnokształcącym im K. Hoffmanowej (1968). W 1972 ukończył studia na Wydziale Prawa i Administracji UW. 1 września 1972 rozpoczął pracę w Ministerstwie Spraw Zagranicznych, kolejno zajmując stanowiska: stażysty, starszego referenta i radcy w Departamencie Prawno-Traktatowym. W latach 1974–1975 doradca ds. prawnych w Delegacji Polskiej do Międzynarodowej Komisji Kontroli i Nadzoru w Wietnamie Południowym. Od 1975 na urlopie bezpłatnym w MSZ. W latach 1975–1991 pracował w Biurze Kryminalnym Komendy Głównej Policji, a następnie w Krajowym Biurze Interpol, które organizował. W Policji doszedł do stanowiska starszego specjalisty. W 1980 doradca ds. prawno-międzynarodowych dowódcy Polskiej Jednostki Wojskowej w UNDOF w Syrii. W 1991 powrócił do MSZ na stanowisko kierownika Wydziału Ochrony Placówek w Departamencie Łączności. W latach 1994–1999 radca Ambasady RP w Sofii. Od 1999 zajmował kolejno stanowiska: naczelnika wydziału w Biurze Dyrektora Generalnego, starszego radcy ministra – p.o. zastępcy dyrektora Biura Spraw Ochronnych, p.o. dyrektora Biura Bezpieczeństwa Dyplomatycznego, jednocześnie pełnomocnika Ministra ds. ochrony informacji niejawnych. W 2002 był słuchaczem Wyższego Kursu Obronnego Akademii Obrony Narodowej. Od 2003 do 2006 kierował reaktywowanym Konsulatem Generalnym RP w Odessie.
Zna języki obce: rosyjski, angielski, bułgarski. Jest żonaty, ma dwoje dzieci.
W 1998 został odznaczony bułgarskim Orderem Jeźdźca z Madary II stopnia.